# Nivollet-Montgriffon
Nivollet-Montgriffon är en kommun i departementet Ain i regionen Auvergne-Rhône-Alpes i östra Frankrike. Kommunen ligger  i kantonen Saint-Rambert-en-Bugey som ligger i arrondissementet Belley. Kommunens areal är 8,24 km². År 2022 hade Nivollet-Montgriffon 119 invånare.

## Befolkningsutveckling
Antalet invånare i kommunen Nivollet-Montgriffon
Referens: INSEE